# Горгянски манастир
Горгянският манастир „Свети Атанасий“ (на гръцки: Ιερά Μονή Αγίου Αθανασίου Γόργιανης)) е манастир в Гърция. Духовно спада към Гревенската епархия на Вселенската патриаршия, а териториално - към дем Гревена на област Западна Македония.

## География
Манастирът се намира н 900 m надморска височина, в източните склонове на Пинд, западно от село Кипурио и северозападно от Горгяни.

## История
| Година    | 1913 | 1920 | 1928 | 1940 | 1951 | 1961 | 1971 | 1981 | 1991 | 2001 | 2011 | 2021 |
| --------- | ---- | ---- | ---- | ---- | ---- | ---- | ---- | ---- | ---- | ---- | ---- | ---- |
| Население |      |      |      | 1    |      |      |      |      |      |      |      |      |